# Femme d'une autre
Pour plus de détails, voir Fiche technique et Distribution.
Femme d'une autre, également connu sous le titre Un homme, deux femmes (Twee vrouwen), est un film dramatique néerlandais réalisé par George Sluizer et sorti en 1979.
Il s'agit d'une adaptation du roman Deux Femmes (Twee vrouwen) de Harry Mulisch.

## Synopsis
Laura est une femme divorcée qui travaille dans un musée. Elle voit de temps en temps son ex-mari Alfred, un critique de théâtre qui a une nouvelle famille et deux enfants. Laura fait la connaissance d'une jeune fille, Sylvia, dans la rue, et cette rencontre se transforme bientôt en romance. Le premier soir, les deux femmes se retrouvent au lit et, le lendemain matin, Laura propose à Sylvia d'emménager avec elle. Alfred, lorsqu'il l'apprend, n'est pas content. Laura est ravie de le contrarier et se vante de leur liaison. Cependant, tout change lorsqu'Alfred et Sylvia entament une liaison et qu'Alfred quitte sa femme pour elle. Laura se rend compte qu'elle se retrouve seule. Mais Sylvia a son propre plan et l'issue est tragique pour tout le monde.

## Fiche technique
- Titre français : Femme d'une autre ou Un homme, deux femmes[2],[3]
- Titre original : Twee vrouwen[4]
- Réalisation : George Sluizer
- Scénario : George Sluizer, Jurriën Rood, Harry Mulisch d'après son roman paru en 1975[1].
- Photographie : Mat van Hensbergen (nl)
- Montage : Leo de Boer
- Musique : Willem Breuker
- Production : George Sluizer
- Société de production : MGS Film
- Pays de production :  Pays-Bas
- Genre : Drame
- Format : couleurs - 1,85:1 - son mono - 35 mm
- Durée : 96 minutes
- Date de sortie : 
  - France : 11 mai 1979 (Marché du film au Festival de Cannes 1979)
  - Pays-Bas : 23 mai 1979

## Distribution
- Bibi Andersson : Laura
- Anthony Perkins : Alfred
- Sandra Dumas : Sylvia
- Kitty Courbois : La mère de Sylvia
- Tilly Perin-Bouwmeester : La mère de Laura
- Astrid Weyman : Karin
- Sarah Godbold : Laura enfant
- Charles Gormley : Le dramaturge
- Arnold Gelderman : Raoul
- Adrian Brine Alan Denderman
- Gregor Frenkel Frank : Rublioff
- Joop Admiraal : Professeur
- Tim Beekman : Marchand de légumes
- Walter van Canoy : Inspecteur de police
- Bernard-Pierre Donnadieu : 2ème Français
- Scott Farlow : Denderman enfant
- Chris Lomme :
- Colin Sanders : Coiffeur
- Andrée Tainsy :
- Hans Veerman : Le père de Sylvia